# Serge Gnabry
Serge David Gnabry (Stuttgart, 14 juli 1995) is een Duits voetballer die doorgaans als vleugelspeler speelt. Hij tekende in juni 2017 bij Bayern München, dat hem overnam van Werder Bremen. Gnabry debuteerde in 2016 in het Duits voetbalelftal.

## Clubcarrière

### Arsenal
Gnabry is een zoon van een Ivoriaanse vader en een Duitse moeder. In zijn jeugd was hij een sprinter maar koos uiteindelijk voor voetbal als sport. Gnabry wisselde in zijn jeugd regelmatig van club. Nadat hij in 2006 werd opgenomen in de jeugdopleiding van VfB Stuttgart, bleef hij voor het eerst vijf jaar op dezelfde plek. Toch verhuisde hij daarna nog een keer. VfB Stuttgart ging akkoord met de € 150.000 die Arsenal bood voor zijn jeugdspeler. Dat gebeurde in 2010, waarna het tot juli 2011 duurde voordat Gnabry zestien werd en ook daadwerkelijk mocht overstappen. Gnabry begon het seizoen 2011/12 in Arsenal –18, waarna hij doorstroomde naar de reserves. Gnabry speelde hiervoor zes wedstrijden waarin hij twee keer tot scoren kwam.
Gnabry maakte op 26 september 2012 zijn officiële debuut voor Arsenal, in een wedstrijd in het toernooi om de League Cup tegen Coventry City. Coach Arsène Wenger bracht hem toen in de 72e minuut in voor Alex Oxlade-Chamberlain. Arsenal won met 6–1. Op 20 oktober 2012 volgde zijn debuut in de Premier League, in een met 1–0 verloren wedstrijd tegen Norwich City. Hij werd de derde jongste speler ooit die voor Arsenal debuteerde in de Premier League, na Jack Wilshere en Cesc Fabregas. Vier dagen later maakte hij zijn Champions League-debuut, tegen FC Schalke 04. Hij kwam in de 83e minuut Carl Jenkinson vervangen. Arsenal verloor de wedstrijd met 0–2. Gnabry begon op 22 september 2013 voor het eerst in de basis in een competitiewedstrijd, omdat Theo Walcott op het laatste moment ziek moest afhaken. Zes dagen later mocht hij ook tegen Swansea City beginnen. Na 58 minuten opende hij de score in het Liberty Stadium.
Gnabry zat in augustus 2015 drie jaar bij het eerste van Arsenal. Zijn teller stond op dat moment op tien competitiewedstrijden. De club verhuurde hem daarop gedurende het seizoen 2015/16 aan West Bromwich Albion, de nummer dertien van de Premier League in het voorgaande seizoen. Net als bij Arsenal, werd zijn verblijf bij deze club geen succes.

### Werder Bremen
Gnabry keerde na deze huurperiode terug naar Duitsland. Werder Bremen nam hem in augustus 2016 definitief over van Arsenal voor een bedrag van zo'n vijf miljoen. Hier groeide hij onder coach Alexander Nouri uit tot basisspeler. Hij speelde in zijn eerste seizoen 27 wedstrijden in de Bundesliga, waarin hij elf keer scoorde. Hoewel hij een contract had tot medio 2020, kon hij door een clausule na één seizoen transfervrij weg. Gnabry maakte hier in juni 2017 gebruik van.

### Bayern München
Aan het begin van seizoen 2017/18 tekende Gnabry bij Bayern München, dat acht miljoen euro voor hem neerlegde. Dat verhuurde hem meteen een jaar aan 1899 Hoffenheim. Daar debuteerde hij op 19 augustus uitgerekend tegen zijn vorige werkgever Werder Bremen. Op 2 december scoorde hij zijn eerste twee doelpunten voor Hoffenheim in een 4-0 overwinning op RB Leipzig. In zijn laatste acht wedstrijden voor Hoffenheim scoorde hij zeven keer en gaf hij drie assists. Hij eindigde op tien goals en zeven assists in 22 Bundesligawedstrijden. Daarop keerde hij terug bij Bayern.
Gnabry werd in juli 2018 opgenomen in de selectie van Bayern. Voor die club maakte hij op 1 september zijn debuut tegen VfB Stuttgart. Op 3 november maakte hij tegen SC Freiburg zijn eerste goal voor Bayern. In zijn eerste seizoen bij Bayern won Gnabry zowel de Bundesliga als de DFB-Pokal. Na afloop van het seizoen 2018/19 werd hij bij Bayern gekozen tot speler van het jaar. Hij kwam dertien goals en negentien assists in alle competities.
Gnabry maakte op 1 oktober 2019 voor het eerst in zijn profcarrière een hattrick in clubverband. Hij zette Bayern die dag op zowel 1–3, 1–4 als 2–5 in een met 2–7 gewonnen groepswedstrijd in de UEFA Champions League uit bij Tottenham Hotspur. Hij maakte die wedstrijd ook nog het laatste doelpunt, zijn vierde van de dag. Hij zou later in het toernooi, dat Bayern uiteindelijk zou winnen, ook nog twee goals maken in de achtste finale tegen Chelsea FC en in de halve finale van Olympique Lyonnais. Hij gaf bovendien een goal en een assist in de historische 8-2 in de kwartfinale tegen FC Barcelona. Hij eindigde op negen CL-doelpunten dat seizoen, alleen Erling Braut Haaland (10) en teamgenoot Robert Lewandowski (15) konden hem daarin overtreffen. Bovendien scoorde hij dat seizoen twaalf competitiegoals en twee bekergoals, waaronder eentje in de finale tegen Bayer 04 Leverkusen, die met 4-2 gewonnen werd. In alle competities was hij dat seizoen goed voor 23 goals en veertien assists. 
Een maand na het winnen van de Champions League won Gnabry met Bayern zowel de UEFA Super Cup als de Duitse Supercup van Sevilla FC en Borussia Dortmund. Op 18 september 2020 begon Gnabry het nieuwe seizoen met een hattrick in een 8-0 overwinning op FC Schalke 04. Dat seizoen won hij voor de derde keer op rij de Bundesliga met Bayern. 
Gnabry begon het seizoen 2021/22 met het opnieuw winnen van de Supercup tegen Borussia Dortmund. Op 14 december 2021 was hij goed voor drie goals en twee assists in een 5-0 overwinning op VfB Stuttgart. Hij scoorde veertien competitiegoals dat seizoen, zijn persoonlijk record, en won voor de vierde keer op rij de Bundesliga. 
Op 30 juli 2022 was hij in de met 5-3 gewonnen Supercup tegen RB Leipzig goed voor zijn eerste goal en assist van het seizoen. Op 26 oktober gaf hij een hattrick aan assists in de CL-groepswedstrijd tegen FC Barcelona. Hij bracht Sadio Mané, Eric Maxim Choupo-Moting en Benjamin Pavard in stelling om te scoren. Op 8 november scoorde hij een hattrick in een 6-1 overwinning op zijn oude werkgever Werder Bremen. Hij eindigde opnieuw op 14 competitietreffers: in alle competities kwam hij zelfs tot zeventien goals en twaalf assists.

## Clubstatistieken
| Seizoen         | Club                   | Competitie      | Competitie | Competitie | Competitie | Beker | Beker | Beker | Internationaal | Internationaal | Internationaal | Totaal | Totaal | Totaal |
| Seizoen         | Club                   | Competitie      | Wed.       | Dlp.       | Ass.       | Wed.  | Dlp.  | Ass.  | Wed.           | Dlp.           | Ass.           | Wed.   | Dlp.   | Ass.   |
| --------------- | ---------------------- | --------------- | ---------- | ---------- | ---------- | ----- | ----- | ----- | -------------- | -------------- | -------------- | ------ | ------ | ------ |
| 2012/13         | Arsenal                | Premier League  | 1          | 0          | 0          | 2     | 0     | 0     | 1              | 0              | 0              | 4      | 0      | 0      |
| 2013/14         | Arsenal                | Premier League  | 9          | 1          | 1          | 3     | 0     | 1     | 2              | 0              | 0              | 14     | 1      | 2      |
| 2014/15         | Arsenal                | Premier League  | 0          | 0          | 0          | 0     | 0     | 0     | 0              | 0              | 0              | 0      | 0      | 0      |
| 2015/16         | → West Bromwich Albion | Premier League  | 1          | 0          | 0          | 2     | 0     | 0     | —              | —              | —              | 3      | 0      | 0      |
| 2016/17         | Werder Bremen          | Bundesliga      | 27         | 11         | 2          | 0     | 0     | 0     | —              | —              | —              | 27     | 11     | 2      |
| 2017/18         | → 1899 Hoffenheim      | Bundesliga      | 22         | 10         | 7          | 1     | 0     | 0     | 3              | 0              | 0              | 26     | 10     | 7      |
| 2018/19         | Bayern München         | Bundesliga      | 30         | 10         | 7          | 5     | 3     | 0     | 7              | 0              | 2              | 42     | 13     | 9      |
| 2019/20         | Bayern München         | Bundesliga      | 31         | 12         | 11         | 5     | 2     | 1     | 10             | 9              | 2              | 46     | 23     | 14     |
| 2020/21         | Bayern München         | Bundesliga      | 27         | 10         | 5          | 2     | 1     | 0     | 9              | 0              | 2              | 38     | 11     | 7      |
| 2021/22         | Bayern München         | Bundesliga      | 34         | 14         | 5          | 3     | 0     | 3     | 8              | 3              | 1              | 45     | 17     | 9      |
| 2022/23         | Bayern München         | Bundesliga      | 34         | 14         | 6          | 5     | 1     | 3     | 8              | 2              | 3              | 47     | 17     | 12     |
| 2023/24         | Bayern München         | Bundesliga      | 8          | 2          | 0          | 3     | 0     | 0     | 4              | 1              | 0              | 15     | 3      | 0      |
| Carrière totaal | Carrière totaal        | Carrière totaal | 224        | 84         | 44         | 31    | 7     | 8     | 52             | 15             | 10             | 307    | 106    | 62     |

Bijgewerkt t/m 3 april 2024

## Interlandcarrière
Gnabry kwam uit voor Duitsland –16, Duitsland –17, Duitsland –18, Duitsland –19 en Duitsland –21. Met het laatstgenoemde team won hij het EK –21 van 2017.
Gnabry debuteerde op 11 november 2016 onder bondscoach Joachim Löw in het Duits voetbalelftal. Hij begon die dag in de basisopstelling tijdens een met 0–8 gewonnen kwalificatiewedstrijd voor het WK 2018, uit tegen San Marino. Hij maakte zelf de 0–2, de 0–4 en de 0–6. Daarmee werd hij de eerste Duitse international die een hattrick maakte tijdens zijn debuut sinds Dieter Müller in 1976. Hij speelde ook de daaropvolgende oefeninterland.
Hierna speelde hij bijna twee jaar lang niet voor Duitsland. Löw haalde hem in oktober 2018 terug bij de nationale selectie. In zijn eerste dertien interlands maakte hij dertien doelpunten. Tien daarvan maakte hij er in de kwalificatiereeks voor het EK 2020. Hieronder zat onder meer zijn tweede hattrick in het nationale team, tijdens een met 6–1 gewonnen duel tegen Noord-Ierland.

## Erelijst
| Competitie            |         |                                              |         |         |
| Competitie            | Aantal  | Jaren                                        |         |         |
| Arsenal               | Arsenal | Arsenal                                      | Arsenal | Arsenal |
| --------------------- | ------- | -------------------------------------------- | ------- | ------- |
| FA Cup                | 1×      | 2013/14                                      |         |         |
| Bayern München        |         |                                              |         |         |
| UEFA Champions League | 1×      | 2019/20                                      |         |         |
| UEFA Super Cup        | 1×      | 2020                                         |         |         |
| FIFA Club World Cup   | 1×      | 2020                                         |         |         |
| Bundesliga            | 5×      | 2018/19, 2019/20, 2020/21, 2021/22, 2022/23, |         |         |
| DFB-Pokal             | 2×      | 2018/19, 2019/20                             |         |         |
| DFL-Supercup          | 4x      | 2018, 2020, 2021, 2022                       |         |         |
| Duitsland –21         |         |                                              |         |         |
| UEFA EK onder 21      | 1×      | 2017                                         |         |         |